# Jaycee Horn
Jaycee Horn (geboren am 26. November 1999 in Alpharetta, Georgia) ist ein US-amerikanischer American-Football-Spieler auf der Position des Cornerbacks. Er spielte College Football an der University of South Carolina. Im NFL Draft 2021 wurde Horn in der ersten Runde von den Carolina Panthers ausgewählt.

## Karriere
Horn ist der Sohn des Footballspielers Joe Horn. Er besuchte die Alpharetta High School in Alpharetta im Bundesstaat Georgia. Er entschied sich ursprünglich, College-Football an der University of Tennessee zu spielen, wechselte jedoch zur University of South Carolina.
2018 absolvierte er in South Carolina 10 von 11 Spielen. Dabei konnte Horn 45 Tackles und zwei Sacks verzeichnen. Als Sophomore begann er 2019 alle 12 Spiele und verzeichnete 40 Tackles und einen Sack.
Am 16. November 2020, nach der Entlassung des ehemaligen Head Coaches Will Muschamp, gab Horn bekannt, dass er sich für den Rest der Saison auf die Vorbereitung für den NFL Draft 2021 konzentrieren werde.
Im Draft wurde er von den Carolina Panthers an der achten Stelle ausgewählt.